# 쿠나 데 로보스
《쿠나 데 로보스》(스페인어: Cuna de lobos)은 1986년 방영된 멕시코의 텔레노벨라이다.